# НХЛ у сезоні 1928—1929
НХЛ у сезоні 1928/1929 — 12-й регулярний чемпіонат НХЛ. Сезон стартував 15 листопада 1928. Закінчився фінальним матчем Кубка Стенлі 29 березня 1929 між Бостон Брюїнс та Нью-Йорк Рейнджерс перемогою «Брюїнс» 2:1 в матчі та 2:0 в серії. Це перша перемога в Кубку Стенлі «Бостон Брюїнс».

## Підсумкова турнірна таблиця

### Канадський дивізіон
| Команда            | І  | В  | П  | Н  | ШЗ | ШП | Очки |
| ------------------ | -- | -- | -- | -- | -- | -- | ---- |
| Монреаль Канадієнс | 44 | 22 | 7  | 15 | 71 | 43 | 59   |
| Нью-Йорк Амеріканс | 44 | 19 | 13 | 12 | 53 | 53 | 50   |
| Торонто Мейпл-Ліфс | 44 | 21 | 18 | 5  | 85 | 69 | 47   |
| Оттава Сенаторс    | 44 | 14 | 17 | 13 | 54 | 67 | 41   |
| Монреаль Марунс    | 44 | 15 | 20 | 9  | 67 | 65 | 39   |

### Американський дивізіон
| Команда            | І  | В  | П  | Н  | ШЗ | ШП | Очки |
| ------------------ | -- | -- | -- | -- | -- | -- | ---- |
| Бостон Брюїнс      | 44 | 26 | 13 | 5  | 89 | 52 | 57   |
| Нью-Йорк Рейнджерс | 44 | 21 | 13 | 10 | 72 | 65 | 52   |
| Детройт Кугарс     | 44 | 19 | 16 | 9  | 72 | 63 | 47   |
| Піттсбург Пайретс  | 44 | 9  | 27 | 8  | 46 | 80 | 26   |
| Чикаго Блек Гокс   | 44 | 7  | 29 | 8  | 33 | 85 | 22   |

## Найкращі бомбардири
| Гравець      | Команда            | І  | Г  | П  | О  | ШХ |
| ------------ | ------------------ | -- | -- | -- | -- | -- |
| Ейс Бейлі    | Торонто Мейпл-Ліфс | 44 | 22 | 10 | 32 | 78 |
| Нельс Стюарт | Монреаль Марунс    | 44 | 21 | 8  | 29 | 74 |

## Плей-оф

### Попередній раунд
| - 19 березня. Н-Й Рейнджерс - Н-Й Амеріканс 0:0 - 21 березня. Н-Й Амеріканс - Н-Й Рейнджерс 0:1 2ОТ Серія: Н-Й Рейнджерс - Н-Й Амеріканс 1-0 | - 19 березня. Торонто - Детройт 3:1 - 21 березня. Детройт - Торонто 1:4 Серія: Торонто - Детройт 6-2 |

### Півфінали
| - 19 березня. Монреаль Канадієнс - Бостон 0:1 - 21 березня. Монреаль Канадієнс - Бостон 0:1 - 23 березня. Бостон - Монреаль Канадієнс 3:2 Серія: Бостон - Монреаль Канадієнс 3-0 | - 24 березня. Торонто - Н-Й Рейнджерс 0:1 - 26 березня. Н-Й Рейнджерс - Торонто 2:1 ОТ Серія: Н-Й Рейнджерс - Торонто 2:0 |

### Фінал
| 28 березня 1929 | Бостон Брюїнс | 2 : 0 (0:0, 2:0, 0:0) | Нью-Йорк Рейнджерс | Глядачів: 15 000 |

|                                | Томпсон | Голкіпери | Роач | Арбітри: Боббі Гьюїтсон Джордж Маллінсон |
| Клеппер — 25:13 Гейнор — 36:01 | 1:0 2:0 |           |      | Арбітри: Боббі Гьюїтсон Джордж Маллінсон |
|                                |         |           |      | Арбітри: Боббі Гьюїтсон Джордж Маллінсон |
|                                |         |           |      | Арбітри: Боббі Гьюїтсон Джордж Маллінсон |

| 29 березня 1929 20:15 | Нью-Йорк Рейнджерс | 1 : 2 (0:0, 0:1, 1:1) | Бостон Брюїнс | Глядачів: 15 000 |

|                | Роач        | Голкіпери                     | Томпсон | Арбітри: Боббі Гьюітсон Джордж Маллінсон |
| Кілінг — 46:48 | 0:1 1:1 1:2 | 34:01 — Олівер 58:02 — Карсон |         | Арбітри: Боббі Гьюітсон Джордж Маллінсон |
|                |             |                               |         | Арбітри: Боббі Гьюітсон Джордж Маллінсон |
|                |             |                               |         | Арбітри: Боббі Гьюітсон Джордж Маллінсон |

Серія: Бостон - Н-Й Рейнджерс 2-0

## Призи та нагороди сезону
| Нагороди               | Гравець          | Команда            |
| ---------------------- | ---------------- | ------------------ |
| Пам'ятний трофей Гарта | Рой Вотерс       | Нью-Йорк Амеріканс |
| Приз Леді Бінг         | Френк Буше       | Нью-Йорк Рейнджерс |
| Трофей Везини          | Джордж Гейнсворт | Монреаль Канадієнс |

| Нагорода               | Клуб               |
| ---------------------- | ------------------ |
| Приз принца Уельського | Бостон Брюїнс      |
| Приз О'Брайна          | Монреаль Канадієнс |
| Кубок Стенлі           | Бостон Брюїнс      |

## Дебютанти сезону
Список гравців, що дебютували цього сезону в НХЛ.
- Тайні Томпсон, Бостон Брюїнс
- Куні Вейленд, Бостон Брюїнс
- Джордж Оуен, Бостон Брюїнс
- Джонні Готтселіг, Чикаго Блек Гокс
- Маш Марч, Чикаго Блек Гокс
- Гербі Льюїс, Детройт Кугарс
- Жорж Манта, Монреаль Канадієнс
- Лоренс Норткотт, Монреаль Марунс
- Дейв Троттьє, Монреаль Марунс
- Ерл Робінсон, Монреаль Марунс
- Ред Горнер, Торонто Мейпл-Ліфс
- Енді Блер, Торонто Мейпл-Ліфс

## Завершили кар'єру
Список гравців, що завершили виступати в НХЛ.
- Сі Деннені, Бостон Брюїнс
- Дюк Кітс, Чикаго Блек Гокс
- Дік Ірвін, Чикаго Блек Гокс
- Ред Грін, Детройт Кугарс
- Герб Гардінер, Монреаль Канадієнс
- Панч Броадбент, Нью-Йорк Амеріканс